# 工人革命党 (尼加拉瓜)
工人革命党（西班牙語：Partido Revolucionario de los Trabajadores，缩写为PRT）是尼加拉瓜的一个托洛茨基主义政党。1971年，包括博尼法西奥·米兰达在内的一些学生创建该党，当时取名为转向人民革命。该党成立之初只是一个泛马克思主义团体。1975年，该党加入第四国际，更名为马克思主义革命联盟。该党曾与桑地诺民族解放阵线并肩作战，反对索莫查右翼独裁政权。但在桑地诺民族解放阵线夺取政权后，该党没有马上合法化，其领导人也曾因批评新政府被捕。1984年，该党更名为工人革命党，并在该年大选后取得合法地位。